# 陆地獾蛛
陆地獾蛛（学名：Trochosa terricola）为狼蛛科獾蛛属的动物。分布于全北区以及中国大陆的甘肃等地。该物种的模式产地在欧洲。